# سووتسکی پوت
سووتسکی پوت (به لاتین: Sovetsky Put) یک منطقهٔ مسکونی در روسیه است که در سرزمین آلتای واقع شده‌است.